# Équipe du Kurdistan de football
Maillots
L'équipe du Kurdistan de football ou équipe du Kurdistan irakienne de football (arabe : منتخب كردستان العراق الوطني لكرة القدم, kurde : ره‌وه‌ند سیروان نه‌ورڕۆڵی) est une sélection des meilleurs joueurs professionnels et amateurs Kurdes contrôlée par l'Association Kurdistan de Football fondée en 2006,,. Elle représente les Kurdes qui vivent principalement au Kurdistan irakien. Le Kurdistan s'étend sur 4 zones du Kurdistan turc, Kurdistan iranien, Kurdistan syrien et le Kurdistan irakien. 
Cette sélection a disputé son premier match international contre l'Équipe de Laponie de football, qui se solde par un match nul 2-2 au Gällivare Stadium dans la ville de Gällivare en Suède.
L'Association Kurdistan de Football assiste à une réunion tenue par le NF-Board en juin 2006, afin de valider son adhésion. Elle s'affilie à la Conifa en 2014.
L'équipe du Kurdistan de football remporte son premier titre lors de la Viva World Cup 2012, en remportant la finale 2 à 1 face à l'Équipe de Chypre du Nord de football devant 22 000 supporters. 

## Histoire

### VIVA World Cup 2008
La sélection du Kurdistan prendra part à sa première VIVA World Cup en Laponie en Suède. Le 7 juillet 2008, le Kurdistan rencontre l’hôte du tournoi, la Laponie et le Kurdistan termine la rencontre sur un match nul 2 à 2. Le 9 juillet 2008, le Kurdistan remporte son premier match lors de sa seconde rencontre, résultat 3 à 0 face à la sélection de la Provence. Le 10 juillet 2008, le Kurdistan rencontre la Padanie est perd 2 à 1. Le 11 juillet 2008, le Kurdistan termine dernier de son groupe par un nul 0 à 0 face aux Araméens. Le 13 juillet 2008, le Kurdistan rencontre la Laponie pour le match pour la troisième place. La Laponie bat le Kurdistan 3 à 1.

### VIVA Women's World Cup 2008
La sélection féminine du Kurdistan perdra la finale de la VIVA Women's World Cup 2008 contre l'équipe de Laponie féminine de football sur un score de 15 à 1, la finale était jouée en deux rencontres, victoire de la Laponie 4-0 et 11-1,.

### VIVA World Cup 2009
Le 23 juin 2009, le Kurdistan remporte son premier match 4 à 0 face à l'Occitanie. Le 24 juin 2009, le Kurdistan perd sa deuxième rencontre face à la Padanie 2 à 1. Le 25 juin 2009, le Kurdistan bat en demi-finale la sélection de la Provence 6 à 0. Le 27 juin 2009, le Kurdistan rencontre en finale la Padanie, le Kurdistan perd une énième fois face à la Padanie, score 2 à 0.

### VIVA World Cup 2010
Le 31 mai 2010, le Kurdistan remporte son premier match face aux Deux-Siciles 4 but à 1. Le 2 juin 2010, le Kurdistan affronte la Provence est remporte la rencontre 3 à 2. Le 4 juin 2010, le Kurdistan remporte sa demi-finales contre la sélection d'Occitanie sur un score de 2 à 1. Le Kurdistan se qualifie pour la finale contre la Padanie qui est double fois champion de la VIVA World Cup 2008 et 2009. Le 5 juin 2010, le Kurdistan perd face à la Padanie 1 à 0 en finale. Le Kurdistan espère organiser une prochaine et première VIVA World Cup au Kurdistan.

### VIVA World Cup 2012
Le 4 juin 2012, le Kurdistan remporte son premier match 6 à 0 face aux Sahara Occidental. Le 6 juin 2012, le Kurdistan remporte son second match face à l'Occitanie sur un score de 1 à 0. Le 8 juin 2012, dans la ville de Dahuk en Irak, le Kurdistan remporte sa demi finale face	à la sélection de Provence 2 à 1. Le 9 juin 2012, à Erbil, le Kurdistan devient champion du monde en battant 2 à 1 contre Chypre du Nord devant 22 000 spectateurs,,,.

### Al Nakba Cup 2012
Le Kurdistan est invité en Palestine afin de participer au Al Nakba Cup 2012,. L'équipe de football du Kurdistan rencontrera la Palestine en demi-finale du tournoi. Le 15 mai 2012, le Kurdistan pour son premier match fait un match nul contre l'Indonésie et le 19 mai sa première victoire contre la Mauritanie 3 à 1. Le 22 mai le Kurdistan jouera un match contre la Tunisie.

### Tournoi International des Peuples et des Cultures 2013
Le 23 juin 2013, le Kurdistan joue son premier match contre le club UGA Ardeiv, un club dans les joueurs sont d'origine arménienne. Le Kurdistan est UGA Ardeiv termine la rencontre par un match nul. Le 24 juin 2013, le Kurdistan affronte est bat le Sahara occidental sur un score de 6 à 0,. Le 27 juin 2013, le Kurdistan affronte en demi finale la sélection du Quebec est la bat 1 à 0. Le 28 juin 2013, le Kurdistan bat la Provence 1 à 0 en finale du Tournoi International des Peuples et des Cultures. Le Kurdistan remporte pour la première fois une compétition en France dans la ville de Marseille.

### Coupe du monde de football ConIFA 2014
Pour la première rencontre du mondiale, le Kurdistan perd face aux Araméens 2 à 1. Pour son second match de la compétition, le Kurdistan remporte son match face aux Tamouls 9 à 0. Le 4 juin 2014, le Kurdistan perd sa quart de finale face à l’Île de Man aux tirs au but. Le 5 juin 2014, le Kurdistan remporte son match de classement face à l'Occitanie lors d'une séance de tirs au but. Le 7 juin 2014, pour son dernier match le Kurdistan affronte la Padanie, le Kurdistan perd la rencontre aux tirs au but. La sélection termine sixième du classement.

### Coupe du monde de football ConIFA 2016
Le Kurdistan participe à la seconde Coupe du monde de la ConIFA 2016. Le 29 mai 2016, L'équipe du Kurdistan a remporté son match 3-0 face au Pays sicule, la sélection dédie sa victoire aux Peshmerga. La sélection se qualifie pour les quarts de finale,. Le 31 mai 2016, le Kurdistan remporte son second match de groupe, remportant la rencontre 3 à 0 face aux Coréens unis du Japon. Le 2 juin 2016, le Kurdistan perd contre la Padanie aux tirs au but en quart de finale, est jouera deux matchs pour le classement finale. Le 3 juin 2016, le Kurdistan remporte son match face à l'Arménie occidentale aux tirs au but et le 4 juin le Kurdistan fait un match nul contre les Coréens unis du Japon. Le Kurdistan termine à la huitième place de la compétition.

### Coupe du monde de football ConIFA 2018 et 2020
Pour la troisième coupe du monde de la ConIFA qui a lieu à Londres en Angleterre du 31 mai au 10 juin, le Kurdistan ne participera pas au tournoi en raison de problèmes de visas et au refus de la Grande Bretagne. Le Kurdistan se rendra en Corée du Sud et au Japon pour des matchs amicaux au mois de décembre 2018.
Le 30 mai 2020, la ConIFA a décidé d'annuler la Coupe du monde de football ConIFA 2020 en raison de la pandémie de Covid-19. La prochaine édition aura lieu en 2022.

## Parcours dans les compétitions internationales
VIVA World Cup
| Année | Lieu   | Position     | Match        | Victoire     | Nul          | Défaite      | but marqué   | but encaissé |              |
| ----- | ------ | ------------ | ------------ | ------------ | ------------ | ------------ | ------------ | ------------ | ------------ |
| 2006  | France | Non présente | Non présente | Non présente | Non présente | Non présente | Non présente | Non présente | Non présente |
| 2008  | Suède  | 4e           | 5            | 1            | 2            | 2            | 7            | 5            |              |
| 2009  | Italie | 2e           | 4            | 2            | 0            | 2            | 11           | 4            |              |
| 2010  | Malte  | 2e           | 4            | 3            | 0            | 1            | 9            | 5            |              |
| 2012  | Irak   | 1er          | 4            | 4            | 0            | 0            | 11           | 2            |              |

2012 Palestine International Cup (en)
| Année | Lieu      | Position | Match | Victoire | Nul | Défaite | but marqué | but encaissé |
| ----- | --------- | -------- | ----- | -------- | --- | ------- | ---------- | ------------ |
| 2012  | Palestine | 3e       | 3     | 1        | 1   | 1       | 5          | 4            |

Tournoi international des peuples, cultures et tribus
| Année | Lieu   | Position | Match | Victoire | Nul | Défaite | but marqué | but encaissé |
| ----- | ------ | -------- | ----- | -------- | --- | ------- | ---------- | ------------ |
| 2013  | France | 1er      | 4     | 3        | 1   | 0       | 9          | 1            |

Remporte également le Prix du Fair Play.
Coupe du monde de football ConIFA
| Année | Lieu                                                      | Position                                                  | Match                                                     | Victoire                                                  | Nul                                                       | Défaite                                                   | but marqué                                                | but encaissé                                              |                                                           |
| ----- | --------------------------------------------------------- | --------------------------------------------------------- | --------------------------------------------------------- | --------------------------------------------------------- | --------------------------------------------------------- | --------------------------------------------------------- | --------------------------------------------------------- | --------------------------------------------------------- | --------------------------------------------------------- |
| 2014  | Suède                                                     | 6e                                                        | 5                                                         | 1                                                         | 3                                                         | 1                                                         | 14                                                        | 6                                                         |                                                           |
| 2016, | Abkhazie                                                  | 8e                                                        | 5                                                         | 2                                                         | 3                                                         | 0                                                         | 9                                                         | 3                                                         |                                                           |
| 2018  | Ne participe pas                                          | Ne participe pas                                          | Ne participe pas                                          | Ne participe pas                                          | Ne participe pas                                          | Ne participe pas                                          | Ne participe pas                                          | Ne participe pas                                          | Ne participe pas                                          |
| 2020  | Annulée en raison de la pandémie de maladie à coronavirus | Annulée en raison de la pandémie de maladie à coronavirus | Annulée en raison de la pandémie de maladie à coronavirus | Annulée en raison de la pandémie de maladie à coronavirus | Annulée en raison de la pandémie de maladie à coronavirus | Annulée en raison de la pandémie de maladie à coronavirus | Annulée en raison de la pandémie de maladie à coronavirus | Annulée en raison de la pandémie de maladie à coronavirus | Annulée en raison de la pandémie de maladie à coronavirus |

Coupe d'Asie de football ConIFA

## Matches internationaux
Le tableau suivant liste les rencontres de l'Équipe du Kurdistan de football.
| No | Date            | Lieu                | Kurdistan | Adversaire          | Score       | Compétition                                                | Buteur(s) pour du Kurdistan                                                                              | Buteur(s) pour l'adversaire                 | Rapport      |
| -- | --------------- | ------------------- | --------- | ------------------- | ----------- | ---------------------------------------------------------- | --- | ------------------------------------------- | ------------ |
| 1  | 7 juillet 2008  | Gällivare, Suède    | Kurdistan | Laponie             | N 2-2       | VIVA World Cup 2008                                        | Ciawar Khandan 40e, Halgurd Mulla Mohammed 70e                                                           | Matti Eira 50e, Erik Bertelesen 63e         | (Rapport)    |
| 2  | 9 juillet 2008  | Malmberget, Suède   | Kurdistan | Provence            | V 3-0       | VIVA World Cup 2008                                        | Deyar Hamad Rahman 55e, Halgurd Mulla Mohammed 90+1e 90+3e                                               |                                             | [ (Rapport)] |
| 3  | 10 juillet 2008 | Gällivare, Suède    | Kurdistan | Padanie             | P 1-2       | VIVA World Cup 2008                                        | Ali Aziz 41e                                                                                             | Giuliano Gentilini 9e, Stefano Salandra 26e | [ (Rapport)] |
| 4  | 11 juillet 2008 | Gällivare, Suède    | Kurdistan | Araméens            | N 0-0       | VIVA World Cup 2008                                        | |                                             | (Rapport)    |
| 5  | 13 juillet 2008 | Malmberget, Suède   | Kurdistan | Laponie             | P 1-3       | VIVA World Cup 2008                                        | Ismail Jalal 90e                                                                                         | Matti Eira 6e 32e, Mikal Stangnes 8e        | [ (Rapport)] |
| 6  | 23 juin 2009    | Brescia, Italie     | Kurdistan | Occitanie           | V 4-0       | VIVA World Cup 2009                                        | Ali Aziz 3e, Karzan Abdullah 68e 45e, Ferhad Sediq 56e                                                   |                                             | (Rapport)    |
| 7  | 24 juin 2009    | Varèse, Italie      | Kurdistan | Padanie             | P 1-2       | VIVA World Cup 2009                                        | Haider Qaraman 62e                                                                                       | Emanuele Ferrari 4e, Maurizio Ganz 67e      | (Rapport)    |
| 8  | 25 juin 2009    | Varèse, Italie      | Kurdistan | Provence            | V 6-0       | VIVA World Cup 2009                                        | Ali Aziz 6e, Ferhad Sediq 16e, Sawash Qadir 25e, Karzan Abdullah 56e 80e, Persia Abdulrida 71e           |                                             | [ (Rapport)] |
| 9  | 27 juin 2009    | Vérone, Italie      | Kurdistan | Padanie             | P 0-2       | VIVA World Cup 2009                                        | | Andrea D'Alessandro 73e, Andrea Casse 74e   | (Rapport)    |
| 10 | 31 mai 2010     | Ta' Sannat, Malte   | Kurdistan | Deux-Siciles        | V 4-1       | VIVA World Cup 2010                                        | Shakar Mushin 21e, Haider Qaraman 50e 57e, Karzan Abdullah 85e                                           | Pietro Cappuccilli 75e                      | [ (Rapport)] |
| 11 | 2 juin 2010     | Ta' Sannat, Malte   | Kurdistan | Provence            | V 3-2       | VIVA World Cup 2010                                        | Haider Qaraman 31e 90+5e, Deyar Hamad Rahman 35e                                                         | Bruno Borghesi 19e 39e                      | [ (Rapport)] |
| 12 | 4 juin 2010     | Ta' Sannat, Malte   | Kurdistan | Occitanie           | V 2-1       | VIVA World Cup 2010                                        | Haider Qaraman 71e, Karsaz Mohamed 82e                                                                   | Eric Gamet 37e                              | (Rapport)    |
| 13 | 5 juin 2010     | Ix-Xewkija, Malte   | Kurdistan | Padanie             | P 0-1       | VIVA World Cup 2010                                        | | Luca Mosti 24e                              | (Rapport)    |
| 14 | 15 mai 2012     | Hébron, Palestine   | Kurdistan | Mauritanie          | V 3-1       | 2012 Palestine International Cup (en)                      | Karzan Abdullah 2e 40e, Barzan Shiraz 55e                                                                | Dominique Da Silva 75e                      | (Rapport)    |
| 15 | 19 mai 2012     | Hébron, Palestine   | Kurdistan | Indonésie           | N 1-1       | 2012 Palestine International Cup (en)                      | ? | ?                                           | [ (Rapport)] |
| 16 | 22 mai 2012     | Al-Ram, Palestine   | Kurdistan | Tunisie             | N 1-2       | 2012 Palestine International Cup (en)                      | Karzan Abdullah                                                                                          | ?                                           | [ (Rapport)] |
| 17 | 4 juin 2012     | Erbil, Irak         | Kurdistan | Sahara occidental   | V 6-0       | VIVA World Cup 2012                                        | Xalid Mushir 12e, Nawzad Sherzad 16e 33e, Halgurd Mulla Mohammed 74e, Ali Aziz 82e 90e                   |                                             | (Rapport)    |
| 18 | 6 juin 2012     | Souleimaniye, Irak  | Kurdistan | Occitanie           | V 1-0       | VIVA World Cup 2012                                        | Amad Ismael 28e                                                                                          |                                             | (Rapport)    |
| 19 | 8 juin 2012     | Dahuk, Irak         | Kurdistan | Provence            | V 2-1       | VIVA World Cup 2012                                        | Amad Ismael 2e (59)                                                                                      | Brahim Zenafi 36e                           | (Rapport)    |
| 20 | 9 juin 2012     | Erbil, Irak         | Kurdistan | Chypre du Nord      | V 2-1       | VIVA World Cup 2012                                        | Halgurd Mulla Mohammed 9e, Herdi Siamand 32e                                                             | Sherzad Mohamad 42e (csc)                   | [ (Rapport)] |
| 21 | 23 juin 2013    | Marseille, France   | Kurdistan | UGA Ardeiv          | N 1-1       | Tournoi international des peuples, cultures et tribus 2013 | |                                             | [ (Rapport)] |
| 22 | 24 juin 2013    | Marseille, France   | Kurdistan | Sahara occidental   | V 6-0       | Tournoi international des peuples, cultures et tribus 2013 | |                                             | (Rapport)    |
| 23 | 27 juin 2013    | Marseille, France   | Kurdistan | Québec              | V 1-0       | Tournoi International des Peuples et des Cultures 2013     | |                                             | [ (Rapport)] |
| 24 | 28 juin 2013    | Marseille, France   | Kurdistan | Provence            | V 1-0       | Tournoi international des peuples, cultures et tribus 2013 | |                                             | [ (Rapport)] |
| 25 | 1er juin 2014   | Östersund, Suède    | Kurdistan | Araméens            | P 1-2       | Coupe du monde de football ConIFA 2014                     | Younis Shakour 38e                                                                                       | Musa Karli 78e, Mattias Candemir 84e        | (Rapport)    |
| 26 | 3 juin 2014     | Östersund, Suède    | Kurdistan | îlam tamoul         | V 9-0       | Coupe du monde de football ConIFA 2014                     | Aras 9e, Hunar Ahmed 23e (35), Younes 28e, Nechirvan Shukri 31e, Ali Aziz , Farhan Shakor 62e (86) 90+4e |                                             | (Rapport)    |
| 27 | 4 juin 2014     | Östersund, Suède    | Kurdistan | Île de Man          | N 1-1 (2-4) | Coupe du monde de football ConIFA 2014                     | Khaled Mushir 23e                                                                                        | Seamus Sharkey 80e                          | [ (Rapport)] |
| 28 | 5 juin 2014     | Östersund, Suède    | Kurdistan | Occitanie           | N 2-2 (5-4) | Coupe du monde de football ConIFA 2014                     | Farhan Shakor 19e, Hunar Ahmed 76e                                                                       | Vivian Dors 23e (47)                        | (Rapport)    |
| 29 | 7 juin 2014     | Östersund, Suède    | Kurdistan | Padanie             | N 1-1 (3-4) | Coupe du monde de football ConIFA 2014                     | ? | ?                                           | [ (Rapport)] |
| 30 | 29 mai 2016     | Soukhoumi, Abkhazie | Kurdistan | Pays sicule         | V 3-0       | Coupe du monde de football ConIFA 2016                     | Farahang Wriya 34e, Farhan Shakor 55e, Hunar Ahmed 73e                                                   |                                             | [ (Rapport)] |
| 31 | 31 mai 2016     | Soukhoumi, Abkhazie | Kurdistan | Coréen-uni du Japon | V 3-0       | Coupe du monde de football ConIFA 2016                     | Diyar Rahman 27e, Miran Khesro 45e, Hunard Ahmed 73e                                                     |                                             | [ (Rapport)] |
| 32 | 2 juin 2016     | Soukhoumi, Abkhazie | Kurdistan | Padanie             | N 2-2 (7-6) | Coupe du monde de football ConIFA 2016                     | Matteo Prandelli 22e (csc), Jassim Mohammed Haji 25e                                                     | Luca Ferri 13e, Marco Garavelli 71e         | [ (Rapport)] |
| 33 | 3 juin 2016     | Soukhoumi, Abkhazie | Kurdistan | Arménie occidentale | N 0-0 (5-6) | Coupe du monde de football ConIFA 2016                     | |                                             | [ (Rapport)] |
| 34 | 3 juin 2016     | Soukhoumi, Abkhazie | Kurdistan | Coréen-uni du Japon | N 1-1 (2-4) | Coupe du monde de football ConIFA 2016                     | ? 80e | An Suug-Tae 90+5e                           | [ (Rapport)] |
| 35 | 2017            | Souleimaniye, Irak  | Kurdistan | Peshmerga SC        | V 2-1       | A.                                                         | |                                             | [ (Rapport)] |
| 36 | 24 août 2017    | Diwaniya, Irak      | Kurdistan | Dywanya FC          | P 0-1       | A.                                                         | |                                             | [ (Rapport)] |
| 37 | 2017            | Erbil, Irak         | Kurdistan | Alalam FC           | V 3-1       | A.                                                         | |                                             | [ (Rapport)] |
| 38 | 2017            | Erbil, Irak         | Kurdistan | Hndren FC           | V 4-2       | A.                                                         | |                                             | [ (Rapport)] |
| 39 | 2017            | Erbil, Irak         | Kurdistan | Kufa FC             | V 1-0       | A.                                                         | |                                             | [ (Rapport)] |
| 40 | 2017            | Erbil, Irak         | Kurdistan | Sanaba FC           | N 0-0       | A.                                                         | |                                             | [ (Rapport)] |

| Score : - V = Match gagné - N = Match nul - P = Match perdu | Compétition : - A. = Match amical - C. = Compétition |

### Équipes rencontrées
| Adversaire          | Joués | Victoires | Matchs nuls | Défaites | Buts pour | Buts contre |
| ------------------- | ----- | --------- | ----------- | -------- | --------- | ----------- |
| Padanie             | 6     | 0         | 2           | 4        | 5         | 10          |
| Provence            | 5     | 5         | 0           | 0        | 15        | 3           |
| Occitanie           | 4     | 3         | 1           | 0        | 9         | 3           |
| Laponie             | 2     | 0         | 1           | 1        | 3         | 5           |
| Araméens            | 2     | 0         | 1           | 1        | 1         | 2           |
| Coréen-uni du Japon | 2     | 1         | 1           | 0        | 4         | 1           |
| Sahara occidental   | 2     | 2         | 0           | 0        | 12        | 0           |
| Deux-Siciles        | 1     | 1         | 0           | 0        | 4         | 1           |
| Tamil Eelam         | 1     | 1         | 0           | 0        | 9         | 0           |
| Île de Man          | 1     | 0         | 1           | 0        | 1         | 1           |
| Chypre du Nord      | 1     | 1         | 0           | 0        | 2         | 1           |
| Québec              | 1     | 1         | 0           | 0        | 1         | 0           |
| Arménie occidentale | 1     | 0         | 1           | 0        | 0         | 0           |
| Pays sicule         | 1     | 1         | 0           | 0        | 3         | 0           |
| UGA Ardeiv          | 1     | 0         | 1           | 0        | 1         | 1           |
| Mauritanie          | 1     | 1         | 0           | 0        | 3         | 1           |
| Indonésie           | 1     | 0         | 1           | 0        | 1         | 1           |
| Tunisie             | 1     | 0         | 0           | 1        | 1         | 2           |
| Peshmerga SC        | 1     | 1         | 0           | 0        | 2         | 1           |
| Dywanya FC          | 1     | 0         | 0           | 1        | 0         | 1           |
| Alalam FC           | 1     | 1         | 0           | 0        | 3         | 1           |
| Hndren FC           | 1     | 1         | 0           | 0        | 4         | 2           |
| Kufa FC             | 1     | 1         | 0           | 0        | 1         | 0           |
| Sanaba FC           | 1     | 0         | 1           | 0        | 0         | 0           |
| Total               | 40    | 21        | 11          | 8        | 84        | 37          |

## Meilleurs buteurs
| Rang | Joueur                 | Buts | Sél. | Première sélection | Dernière sélection |
| ---- | ---------------------- | ---- | ---- | ------------------ | ------------------ |
| 1    | Karzan Abdullah        | 8    | 11   | 2009               | 2012               |
| 2    | Ali Aziz               | 6    | 18   | 2008               | 2014               |
| 3    | Haider Qaraman         | 6    | 8    | 2009               | 2010               |
| 4    | Halgurd Mulla Mohammed | 5    | 9    | 2008               | 2012               |
| 5    | Farhan Shakor          | 4    | 10   | 2014               | 2016               |
| 6    | Hunar Ahmed            | 4    | 10   | 2014               | 2016               |
| 7    | Ferhad Sediq           | 2    | 4    | 2009               | 2009               |
| 8    | Deyar Hamad Rahman     | 2    | 9    | 2008               | 2010               |
| 9    | Nawzad Sherzad         | 2    | 4    | 2012               | 2012               |
| 10   | Amad Ismael            | 2    | 4    | 2012               | 2012               |

## Personnalités de l'équipe du Kurdistan de football

### Président de la Fédération du Kurdistan de football
| N° | Nom               | Période       |
| -- | ----------------- | ------------- |
| 1  | Safeen Kanabi     | 2006-2021     |
| 2  | Tariq Abdurrahman | 2021-en cours |

### Sélectionneurs
| N°     | Sélectionneur     | Période        | Matchs | Gagnés | Nuls | Perdus | Gagnés % |
| ------ | ----------------- | -------------- | ------ | ------ | ---- | ------ | -------- |
| 1      | Abdullah Mahmoud, | 2008-2016      | 29     | 15     | 7    | 7      | 51.72    |
| 2      | Khasraw Groon     | 2016- en cours | 11     | 6      | 4    | 1      | 54.54    |
| Totals | Totals            | Totals         | 40     | 21     | 11   | 8      | 52.50    |

### Effectif
| Sélection 2008        | Sélection 2008                 |
| --------------------- | ------------------------------ |
| Gardien               |                                |
| Arbil FC              | Hamed Hassan Dylar             |
| Brusk FC              | Othman Salih Ghafoor           |
| Défenseur             |                                |
| Brusk FC              | Hama Khan Hamarezha Mohd       |
| Hewler FC             | Emad A Sad Salih               |
| Hewler FC             | Rauf Sherzad                   |
| Peshmerga FC (en)     | Hama Khan Hamarezha Mohd       |
| Milieu de terrain     |                                |
| Peshmerga FC (en)     | Abdulkarim Al-Taesh Burhan     |
| Peshmerga FC (en)     | Mohd Kareem Seleimania Aram    |
| Peshmerga FC (en)     | Mulla Taher Halkor             |
| Brusk FC              | Hamad Rahman Deyar             |
| Ararat Salahaddi FC   | Aziz Tahir Ali                 |
| Ararat Salahaddi FC   | Mahmood Abdulrahman Nazar      |
| Attaquant             |                                |
| Azmer FC              | Ibrahim Najem Al-Khayali Ahmed |
| Peshmerga FC (en)     | Jalal Ismail Hoshman           |
| U.S.C. Colognese (en) | Salandra StefanoNazar          |
| Remplacement          |                                |
| ?                     | Ahmad Mahmoud                  |
| ?                     | Ibrahim Aziz Didar             |
| ?                     | Kuhi Dana                      |
| ?                     | Mohamad Hussein Kurdo          |
| ?                     | Said Daban                     |
| RKC Waalwijk          | Khandan Ciawar                 |
| Lunds BK              | Othman Taha Hoger              |
| Akropolis IF          | Sadi Hemen                     |
| Staff                 | Nom                            |
| Sélectionneur         | Abdullah Mahmoud               |
| Président             | Safeen Kanabi                  |
| Entraîneur            | Sulaiman Ramadhan Sulaiman     |
| Entraîneur assistant  | Hussain Khider Abulkadir       |
| Entraîneur assistant  | Ali Mohammed Rizkar            |
| Membre FA             | Ali Khan Aziz Sarkar           |
| Officier de liaison   | Sedik Imam                     |
| Officier de liaison   | Bahram Nihad                   |
| Assistant délégation  | Hawaszadeh Ibrahim             |

| Sélection 2009          | Sélection 2009     |
| Club                    | Nom                |
| ----------------------- | ------------------ |
| Gardien                 |                    |
| FC Brusk                | Ghafur Othman      |
| New Sirwan FC (en)      | Abdulhaq Ismael    |
| FC Ararat Salahaddin    | Serdar Ali         |
| Défenseur               |                    |
| Peshmerga FC (en)       | Amanj Omer         |
| Al-Sulaymaniyah FC (en) | Mustafa Kamil      |
| FC Brusk                | Herdi Siamand      |
| New Sirwan FC (en)      | Karsaz Mohamed     |
| New Sirwan FC (en)      | Sabah Hasib        |
| FC Arbil                | Ahmed Shukur       |
| Milieu de terrain       |                    |
| FC Brusk                | Karzan Abdullah    |
| FC Brusk                | Mohammed Hamaxan   |
| FC Peris                | Ferhad Sediq       |
| FC Ararat Salahaddin    | Ali Aziz           |
| FC Ararat Salahaddin    | Ahmed Mohamed      |
| FC Sawra                | Ibrahim Abbas      |
| FC Dohuk                | Azad Ahmed         |
| FC Hendrin              | Walid Yasin        |
| Attaquant               |                    |
| New Sirwan FC (en)      | Persiar Abdulrida  |
| Al-Sulaymaniyah FC (en) | Burhan Abdul-Karim |
| Kirkuk FC (en)          | Hawash Qadir       |
| Kirkuk FC (en)          | Ramzi Salih        |
| FC Sawra                | Guman Omer         |
| Staff                   | Nom                |
| Sélectionneur           | Emad Qadir         |
| Président               | Safeen Kanabi      |

| Sélection 2012    | Sélection 2012              |
| Club              | Nom                         |
| ----------------- | --------------------------- |
| Gardien           |                             |
| Erbil SC          | Didar Hamid                 |
| FC Brusk          | Kawa Dino                   |
| Défenseur         |                             |
| FC Brusk          | Mohamed Hama Khan           |
| FC Brusk          | Sabah Hasib                 |
| FC Brusk          | Bayar Abubakir              |
| Erbil SC          | Amanj Karim                 |
| Erbil SC          | Sherzad Mohamad             |
| Zakho FC (en)     | Herdi Siamand (en)          |
| Duhok SC          | Khalid Mushir (en)          |
| Milieu de terrain |                             |
| Zakho FC (en)     | Khalid Mushir (en)          |
| Erbil SC          | Halgurd Mulla Mohammed (en) |
| Erbil SC          | Barzan Shiraz               |
| Erbil SC          | Kosret Bayiz                |
| Duhok SC          | Amad Ismael                 |
| Ararat            | Ali Aziz                    |
| Kirkuk FC (en)    | Ali Sirwan                  |
| Attaquant         |                             |
| Erbil SC          | Nawzad Sherzad              |
| Erbil SC          | Haider Qaraman              |
| FC Brusk          | Karzan Abdullah             |
| Zakho FC (en)     | Salih Jaber (en)            |
| Staff             | Nom                         |
| Sélectionneur     | Abdullah Mahmud             |